# Dream of Life
Dream of Life es el quinto álbum de la cantante y compositora Patti Smith, lanzado en junio de 1988 por el sello discográfico Arista Records. Fue su primer álbum después de la disolución de The Patti Smith Group.  
El sencillo "People Have the Power" recibió mucha difusión en su lanzamiento, y más tarde fue revivido por Bruce Springsteen como tema para los conciertos de 2004 Vote for Change. Las canciones de este álbum fueron interpretadas en vivo por primera vez en un programa el 29 de diciembre de 2006 en el salón de baile Bowery de la ciudad de Nueva York. "Paths That Cross" está dedicado a la memoria de Samuel J. Wagstaff. La fotografía de la portada es de Robert Mapplethorpe. 
El álbum fue clasificado número 49 en la lista de la revista Sounds de los mejores álbumes del año.

## Lista de canciones
All songs were written by Patti Smith and Fred "Sonic" Smith.

### Cara A
1. "People Have the Power" – 5:07
2. "Going Under" – 5:57
3. "Up There Down There" – 4:47
4. "Paths That Cross" – 4:18

### Cara B
1. "Dream of Life" – 4:38
2. "Where Duty Calls" – 7:46
3. "Looking for You (I Was)" – 4:04
4. "The Jackson Song" – 5:24

### Edición en CD
1. "People Have the Power" – 5:09
2. "Up There Down There" – 4:49
3. "Paths That Cross" – 4:19
4. "Dream of Life" – 4:39
5. "Where Duty Calls" – 7:48
6. "Going Under" – 6:00
7. "Looking for You (I Was)" – 4:06
8. "The Jackson Song" – 5:25
9. "As the Night Goes By" (pista adicional) – 5:04
10. "Wild Leaves" (pista adicional) – 4:03

## Personal
- Patti Smith – voz
- Fred "Sonic" Smith – guitarra, producción
- Jay Dee Daugherty – batería, teclados
- Richard Sohl – teclados

Personal adicional
- Andi Ostrowe – coros
- Bill-Dog Dooley – asistente de ingeniería
- Bob Glaub – bajo en "Going Under"
- Bob Ludwig – masterización
- Brian Sperber – ingeniería
- Crusher Bennett – percusión en "Looking for You (I Was)"
- Dave McNair – asistente de ingeniería
- Gary Rasmussen – bajo
- Hearn Gadbois – percusión
- Jay Healey – ingeniería
- Jesse Levy – violonchelo en "The Jackson Song"
- Jim Michewicz – ingeniería
- Kasim Sulton – bajo
- Kevin Killen – ingeniería
- Malcolm West – bajo en "The Jackson Song"
- Marc DeSisto – asistente de ingeniería
- Margaret Ross – arpa en "The Jackson Song"
- Maude Gilman – diseño
- Richard Travali – asistente de ingeniería
- Rob Jacobs – asistente de ingeniería
- Robert DeLaGarza – asistente de ingeniería
- Robert Mapplethorpe – fotografía
- Robin Nash – coros en "Going Under"
- Roger Talkov – asistente de ingeniería
- Sammy Figueroa – percusión
- Scott Litt – asistente de producción, mezclas,
- Shelly Yakus – mezclas
- Thom Panunzio – ingeniería
- Vic Anesini – masterización

## Posición en listas
| Lista (1988)                   | Posición |
| ------------------------------ | -------- |
| Austria                        | 26       |
| Noruega                        | 9        |
| Suecia                         | 15       |
| Suiza                          | 9        |
| Reino Unido                    | 70       |
| Estados Unidos (Billboard 200) | 65       |

## Lanzamientos del álbum
| Fecha         | Sello discográfico | Formato | N.º de catálogo |
| ------------- | ------------------ | ------- | --------------- |
| Junio de 1988 | Arista Records     | LP      | AL-8453         |
| 1996          | Arista Records     | CD      |                 |
| 2007          | Sony BMG           | CD      | 37931           |